# Crypsirina
Crypsirina este un gen de păsări paseriforme din familia Corvidae. Cele două specii sunt foarte arboricole și rareori coboară la sol pentru a se hrăni. Denumirea generică este derivată din cuvintele grecești kruptō, care înseamnă „a ascunde” și rhis sau rhinos, care înseamnă „nări”.

## Specii
Genul conține două specii:
- Crypsirina temia
- Crypsirina cucullata